# Stromy Anežky České
Stromy Anežky České je projekt České rady dětí a mládeže (ČRDM) jehož cílem je propagace odkazu Anežky České prostřednictvím výsadby 100 ks lípy srdčité.
Anežka Česká hrála významnou roli v historii Česka a prostřednictvím tohoto projektu mají být její činy připomenuty. Díky výsadbě jednotlivých stromů se také děti a mládež, členové sdružení České rady dětí a mládeže, povedou k aktivní péči o životní prostředí. Sdružením bude zdarma nabídnuta množnost vysadit lípu srdčitou na jejich oblíbeném místě. U každého zasazeného stromu bude informační tabule s informacemi o projektu, o Anežce České, partnerech projektu i o sdružení, které strom vysadilo. Stromy budou distribuovány do jednotlivých krajů, kde si je sdružení budou moci vyzvednout. Strom zasadí na svém oblíbeném místě a jeho souřadnice a fotografie ze zasazení dají k dispozici ČRDM. Souřadnice budou posléze zaznamenány do interaktivní mapy, která nabízí více než 2500 umístění kluboven, DDM, veřejných hřišť a dalších míst pro trávení volného času. Na mapě tak vzniknou nové symboly, které se mohou stát poutními místy připomínající odkaz Anežky České. Akci osobně podpořili komunální politici i společensky respektované osobnosti – příkladně pražský arcibiskup Mons. Dominik Duka, Prof. PhDr. Petr Piťha, CSc. (životopisec sv. Anežky České), ředitel Národní galerie v Praze Ing. Vladimír Rösel, první náměstkyně ministra školství Ing. Eva Bartoňová, bývalá ministryně školství PhDr. Miroslava Kopicová.